# Мјанмар на Светском првенству у атлетици на отвореном 2019.
Мјанмар је учествовао на 17. Светском првенству у атлетици на отвореном 2019. одржаном у Дохи од 27. септембра до 6. октобра петнаести пут. Репрезентацију Мјанмара представљао је 1 такмичар који се такмичио у трци на 800 метара.,
На овом првенству такмичар Мјанмар није освојио ниједну медаљу али је остварио најбољи резултат сезоне.

## Учесници
Мушкарци:
- Мин Мин Зав — 800 м

## Резултати

### Мушкарци
| Атлетичар   | Дисциплина | Лични рекорд | Квалификације | Квалификације | Полуфинале           | Полуфинале           | Финале               | Финале       | Детаљи |
| Атлетичар   | Дисциплина | Лични рекорд | Резултат      | Место         | Резултат             | Место                | Резултат             | Место        | Детаљи |
| ----------- | ---------- | ------------ | ------------- | ------------- | -------------------- | -------------------- | -------------------- | ------------ | ------ |
| Мин Мин Зав | 800 м      | 1:54,33      | 1:56,85 ЛРС   | 8. у гр. 1    | Није се квалификовао | Није се квалификовао | Није се квалификовао | 43 / 44 (46) |        |